# Governació de Bizerta
La governació o wilaya de Bizerta (àrab: ولاية بنزرت, wilāyat Binzart) és una divisió administrativa de primer nivell de Tunísia, a la costa nord del país, amb una línia costanera de 250 km. Limita amb les governacions d'Ariana, Manouba i Béja. La capital és la ciutat de Bizerta. Té una població estimada de 538.900 habitants (543.000 l'any 2006) i una superfície de 3.685 km².

## Economia
La seva economia està basada en la pesca i l'agricultura, amb incipient indústria a la capital. Està unida a Tunis per autopista, i disposa de tres rescloses pel proveïment d'aigua.
Les zones industrials són a Zarzouna, Mateur, Tinja, Ghezala, Menzel Bourguiba, Menzel Jemil, Mateur (Cité Ennasr), Útica i la zona municipal d'El Alia; té un parc d'activitats econòmiques a Bizerta, un lloc d'avantatges a Menzel Bourghiba i tres zones prioritàries a Joumine, Ghezala i Sejnane.

## Organització administrativa
La governació fou creada el 21 de juny de 1956 i va perdre una part del seu territori el 24 de maig de 1973 per formar la governació de Tunis Sud, després anomenada governació de Zaghouan. El seu governador és designat pel president de la República.
El seu codi geogràfic és 17 (ISO 3166-2:TN-12).

### Delegacions
Està dividida en catorze delegacions o mutamadiyyes i 102 sectors o imades:
- Bizerte Nord (17 51)
  - Hassen Nouri (17 51 51)
  - Habib Bouguatfa (17 51 52)
  - El Korniche (17 51 53)
  - La Medina (17 51 54)
  - Cheik Driss (17 51 55)
  - EL Canal (17 51 56)
  - Bou Baker Bakir (17 51 57)
  - Aïn Mariam (17 51 58)
  - Habib Haddad (17 51 59)
  - El Môtamar (17 51 60)
  - El Hana (17 51 61)
  - 15 Octobre (17 51 62)
  - L'Ile de la Gualite (17 51 63)
- Zarzouna (17 52)
  - Zarzouna Ouest (17 52 51)
  - Zarzouna Est (17 52 52)
  - Zarzouna Nord (17 52 53)
  - Zarzouna Sud (17 52 54)
- Bizerte Sud (17 53)
  - Teskraia (17 53 51)
  - Farhat Hached (17 53 52)
  - Marnissa (17 53 53)
  - Hicher (17 53 54)
  - Sidi Ameur (17 53 55)
  - Louata (17 53 56)
  - Bab Mateur (17 53 57)
  - Cité El Jala (17 53 58)
  - El Massida (17 53 59)
  - Sidi Ahmed (17 53 60)
- Sedjnane (17 54)
  - Sedjnane (17 54 51)
  - El Mâalia (17 54 52)
  - El Ababssa (17 54 53)
  - El Hachachna (17 54 54)
  - Sehabna (17 54 55)
  - Sidi Mechrek (17 54 56)
  - Amaden (17 54 57)
  - Mechargua (17 54 58)
- Djoumine (17 55)
  - Ouled Ghanem (17 55 51)
  - Essemman (17 55 52)
  - Chenana (17 55 53)
  - Tahent (17 55 54)
  - Kef Ghrab (17 55 55)
  - Berraies (17 55 56)
  - Touajnia (17 55 57)
  - Bazina (17 55 58)
  - Rouaha (17 55 59)
- Mateur (17 56)
  - Mateur (17 56 51)
  - Banlieue de Mateur (17 56 52)
  - Mateur Sud (17 56 53)
  - Cité En Nasr (17 56 54)
  - Nefat (17 56 55)
  - Cité Essadaka (17 56 56)
  - Targuellache (17 56 57)
  - Arab Majour (17 56 58)
  - Behaya (17 56 59)
  - Boumkhila (17 56 60)
- Ghezala (17 57)
  - Ghezala (17 57 51)
  - El Arab (17 57 52)
  - Dheouaouda (17 57 53)
  - Hached (17 57 54)
  - Ouled El May (17 57 55)
  - Sidi Aïssa (17 57 56)
  - Rakb (17 57 57)
  - Bou Jerir (17 57 58)
  - Sidi Mansour (17 57 59)
- Menzel Bourguiba (17 58)
  - En-Najah 1 (17 58 51)
  - Gabtna 1(17 58 52)
  - Gabtna 2 (17 58 53)
  - Cité Etthaoura (17 58 54)
  - En-Najah 2 (17 58 55)
  - El Medina (17 58 56)
  - Chelagmia (17 58 57)
  - Cité Jardins (17 58 58)
- Tinja (17 59)
  - Tinja (17 59 51)
  - Guengla (17 59 52)
  - Ez-Zarour (17 59 53)
- Utique (17 60)
  - Utique (17 60 51)
  - Nouvelle Utique (17 60 52)
  - Besbassia (17 60 53)
  - El Houidh (17 60 54)
  - EL Mabtouh (17 60 55)
  - Aïn Ghelal (17 60 56)
  - Sidi Othman (17 60 57)
  - Bach Hamba (17 60 58)
- Ghar El Meleh (17 61)
  - Ghar El Meleh (17 61 51)
  - Bajou (17 61 52)
  - Ousja (17 61 53)
  - Zouaouine (17 61 54)
- Menzel Djemil (17 62)
  - Menzel Djemil Est (17 62 51)
  - Menzel Djemil Ouest (17 62 52)
  - Menzel Abderrahmen Est (17 62 53)
  - Menzel Abderrahmen Ouest (17 62 54)
  - El Azib (17 62 55)
- El Alia (17 63)
  - Sidi Ali Chabab (17 63 51)
  - El Alia Nord (17 63 52)
  - El Alia Sud (17 63 53)
  - El Khetmine (17 63 54)
- Ras El Djebel (17 64)
  - Ras El Djebel Nord (17 64 51)
  - Ras El Djebel Sud (17 64 52)
  - Metline (17 64 53)
  - Metline Ouest (17 64 54)
  - Sounine (17 64 55)
  - Rafraf (17 64 56)
  - El Garia (17 64 57)

### Municipalitats
Està dividida en disset municipalitats o baladiyyes i onze circumscripcions o dàïres:
- Bizerta (17 11)
  - Bizerte Medina (17 11 11)
  - Zarzouna (17 11 12)
  - Aïn Mariam (17 11 13)
  - Hached (17 11 14)
- Sedjnane (17 12)
- Mateur (17 13)
  - Mateur (17 13 11)
  - Cité El Omrane (17 13 12)
- Menzel Bourguiba (17 14)
  - Menzel Bourguiba (17 14 11)
  - Cité Etthaoura (17 14 12)
  - Cité En-Najah (17 14 13)
- Tinja (17 15)
- Ghar El Meleh (17 16)
- Ousja (17 17)
- Menzel Djemil (17 18)
- Menzel Abderrahmen (17 19)
- El Alia (17 20)
- Ras El Djebel (17 21)
- Metline (17 22)
- Rafraf (17 23)
  - Rafraf (17 23 11)
  - Rafraf Plage (17 23 12)
- Utique (17 24)
- Joumine (17 25)
- Ghzala (17 26)
- El Hchachna (17 27)